# Great Weldon
Great Weldon var en civil parish fram till 1935 när blev den en del av Weldon, i grevskapet Northamptonshire, i England. Civil parish var belägen 12 km från Kettering och hade 240 invånare år 1931. Byar nämndes i Domedagsboken (Domesday Book) år 1086, och kallades då Waledone/Walesdone/Weledene/Weledone.